# Ali Ekber Çiçek

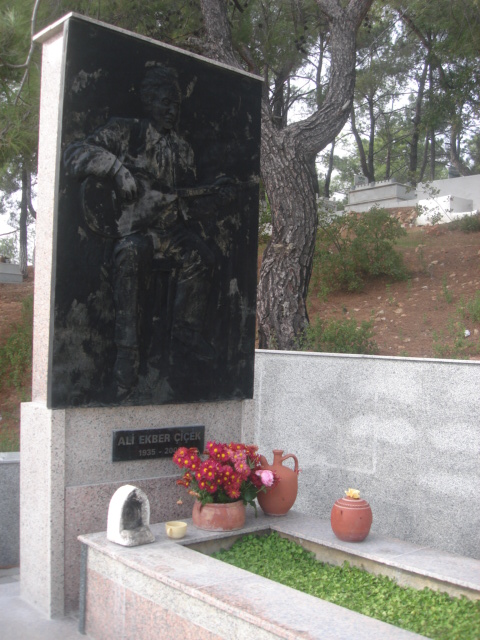
Grab von Ali Ekber Çiçek

Ali Ekber Çiçek (* 1935 in Erzincan; † 26. April 2006 in Istanbul) war ein türkischer Musiker. 

## Karriere
Ab 1960 arbeitete er im Istanbuler Radio TRT, bis er im Jahr 1995 aufhörte; in dieser Zeit sang über 400 Lieder und veröffentlichte insgesamt 54 Alben, die im TRT-Archiv zu finden sind. Im Jahr 2003 wurde eine Dokumentation über ihn produziert. 
Am 26. April 2006 starb er an den Folgen des Pankreaskrebses.

## Diskografie

### Singles (Auswahl)
- Ağlama Gözlerim
- Haydar Haydar
- Derdim Çoktur
- Ne Sevdiğin Belli Ne Sevmediğin